# Murray Bartlett
Murray Bartlett (Sydney, 20 marzo 1971) è un attore australiano.
Ha ottenuto il riconoscimento nel 2021 per la sua interpretazione nella serie antologica The White Lotus, per la quale si è aggiudicato un Critics Choice Television Award e un Premio Emmy nella sezione migliore attore non protagonista in una miniserie o film, venendo candidato allo Screen Actors Guild Award. Ha ricevuto altre due candidature agli Emmy per la miniserie Ecco a voi i Chippendales e la serie televisiva The Last of Us.

## Biografia
Nato a Sydney e cresciuto a Perth, studia recitazione al National Institute of Dramatic Art (NIDA). Debutta nel 1987 partecipando ad un episodio della serie televisiva Dottori con le ali, successivamente partecipa alle soap opera Home and Away e Neighbours.
Nel 2000 si stabilisce negli Stati Uniti e ottiene dei ruoli in produzioni televisive come Sex and the City e La valle dei pini. Nel 2006 intraprende un tour teatrale in Australia affiancando Hugh Jackman nel musical The Boy from Oz. Terminata la parentesi teatrale ottiene il ruolo di Cyrus Foley nella soap opera Sentieri, ruolo che ha interpretato da 2007 al 2009.
Dal 2014 al 2015 è uno dei protagonisti della serie televisiva HBO Looking.
Nel 2019 partecipa alla miniserie Tales of the City.
Nel 2021, Bartlett è nel cast principale di The White Lotus come Armond, il direttore del lussuoso resort e un tossicodipendente in fase di recupero. Bartlett ha avuto il ruolo tramite un'auto registrazione. Per la sua interpretazione, Bartlett ha ricevuto candidature ai Screen Actors Guild Award e Independent Spirit Awards e vinto ai AACTA Award, Critics' Choice Television Awards e Primetime Emmy Awards.

## Vita privata
Bartlett è apertamente gay e si è dichiarato particolarmente felice di aver interpretato il ruolo dell'uomo gay sopravvissuto all'AIDS Michael "Mouse" Tolliver nella miniserie Netflix Tales of the City. Attualmente vive con il suo compagno Matt a Provincetown, Massachusetts.

## Filmografia

### Cinema
- Dad and Dave: On Our Selection, regia di George Whaley (1995)
- Needle, regia di John V. Soto (2010)
- August, regia di Eldar Rapaport (2011)
- Imogene - Le disavventure di una newyorkese (Girl Most Likely), regia di Shari Springer Berman e Robert Pulcini (2012)
- Opus - Venera la tua stella (Opus), regia di Mark Anthony Green (2025)

### Televisione
- Dottori con le ali (The Flying Doctors) – serie TV, 1 episodio (1987)
- Home and Away – serial TV, 13 puntate (1992)
- Wandin Valley – serie TV, 3 episodi (1992-1993)
- Neighbours – serial TV, 4 puntate (1993)
- The Ferals – serie TV, 1 episodio (1995)
- The Beast - Abissi di paura (The Beast) – film TV, regia di Jeff Bleckner (1996)
- Le nuove avventure di Flipper (Flipper) – serie TV, 1 episodio (1997)
- The Tower – film TV, regia di Alex Chomicz (1997)
- Murder Call – serie TV, 1 episodio (1999)
- Above the Law – serie TV, 1 episodio (2000)
- The Three Stooges – film TV, regia di James Frawley (2000)
- Sex and the City - serie TV, episodio 4x14 (2002)
- Le sorelle McLeod (McLeod's Daughter) – serie TV, 3 episodi (2002)
- The Secret Life of Us – serie TV, 6 episodi (2002)
- La valle dei pini (All My Chlidren) – serial TV, 8 puntate (2002)
- Farscape – serie TV, 4 episodi (1999-2003)
- Headland – serie TV, 5 episodi (2006)
- All Saints – serie TV, 1 episodio (2006)
- Flight of the Conchords – serie TV, 1 episodio (2007)
- Sentieri (Guiding Light) – serial TV, 257 puntate (2007-2009)
- White Collar – serie TV, 1 episodio (2009)
- Damages – serie TV, 1 episodio (2011)
- The Good Wife – serie TV, 1 episodio (2014)
- Looking  – serie TV, 16 episodi (2014-2015)
- Looking - Il film (Looking: The Movie) – film TV, regia di Andrew Haigh (2016)
- Iron Fist - serie TV, 3 episodi (2017-2018)
- Tales of the City – miniserie TV, 9 puntate (2019)
- Madam Secretary – serie TV, 1 episodio (2019)
- The White Lotus – serie TV, 6 episodi (2021)
- Ecco a voi i Chippendales (Welcome to Chippendales) – miniserie TV, 8 puntate (2022-2023)
- The Last of Us – serie TV, episodio 1x03 (2023)
- Nine Perfect Strangers – serie TV, 8 episodi (2025)

## Doppiatori italiani
Nelle versioni in italiano delle opere in cui ha recitato, Murray Bartlett è stato doppiato da:
- Gianfranco Miranda in Looking, Looking - Il film, The White Lotus
- Alessio Cigliano in Tales of the City, Nine Perfect Strangers
- Davide Marzi in White Collar
- Edoardo Nordio in Iron Fist
- Francesco Pezzulli in Ecco a voi i Chippendales
- Sergio Lucchetti in The Last of Us
- Francesco Prando in Opus - Venera la tua stella

## Riconoscimenti
- Premio Emmy
  - 2022 – Miglior attore non protagonista in una miniserie o film TV per The White Lotus